# St. Engelbert (Köln)

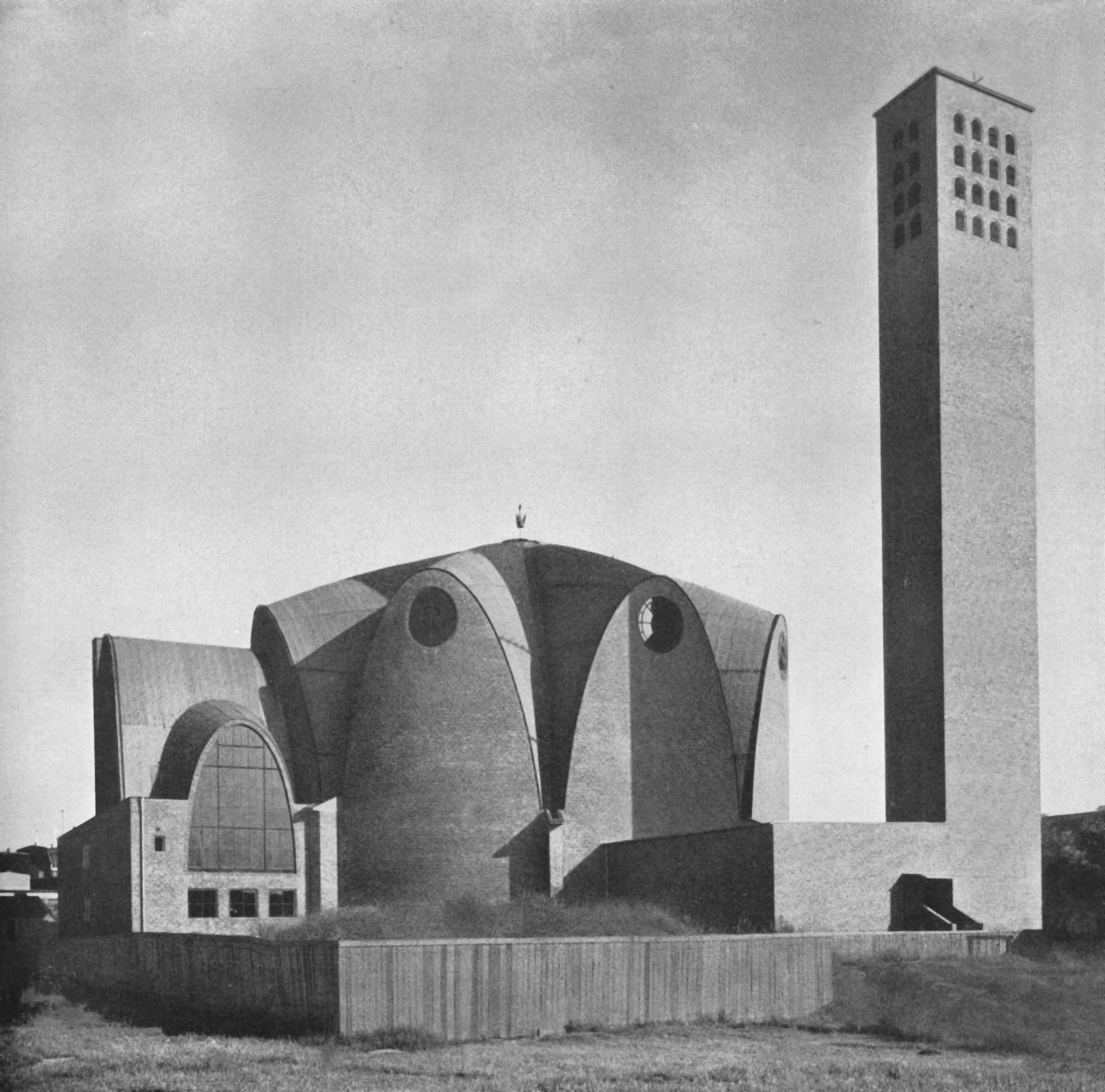
Erster moderner Kirchenbau Kölns: St. Engelbert

St. Engelbert ist eine katholische Kirche in Köln-Riehl. Sie wurde von 1930 bis 1932 nach einem Entwurf des Architekten Dominikus Böhm erbaut und gilt als der erste moderne Kirchenbau in Köln und darüber hinaus als einer der Ursprungsbauten moderner Kirchenarchitektur.

## Geschichte

### Pfarrpatron

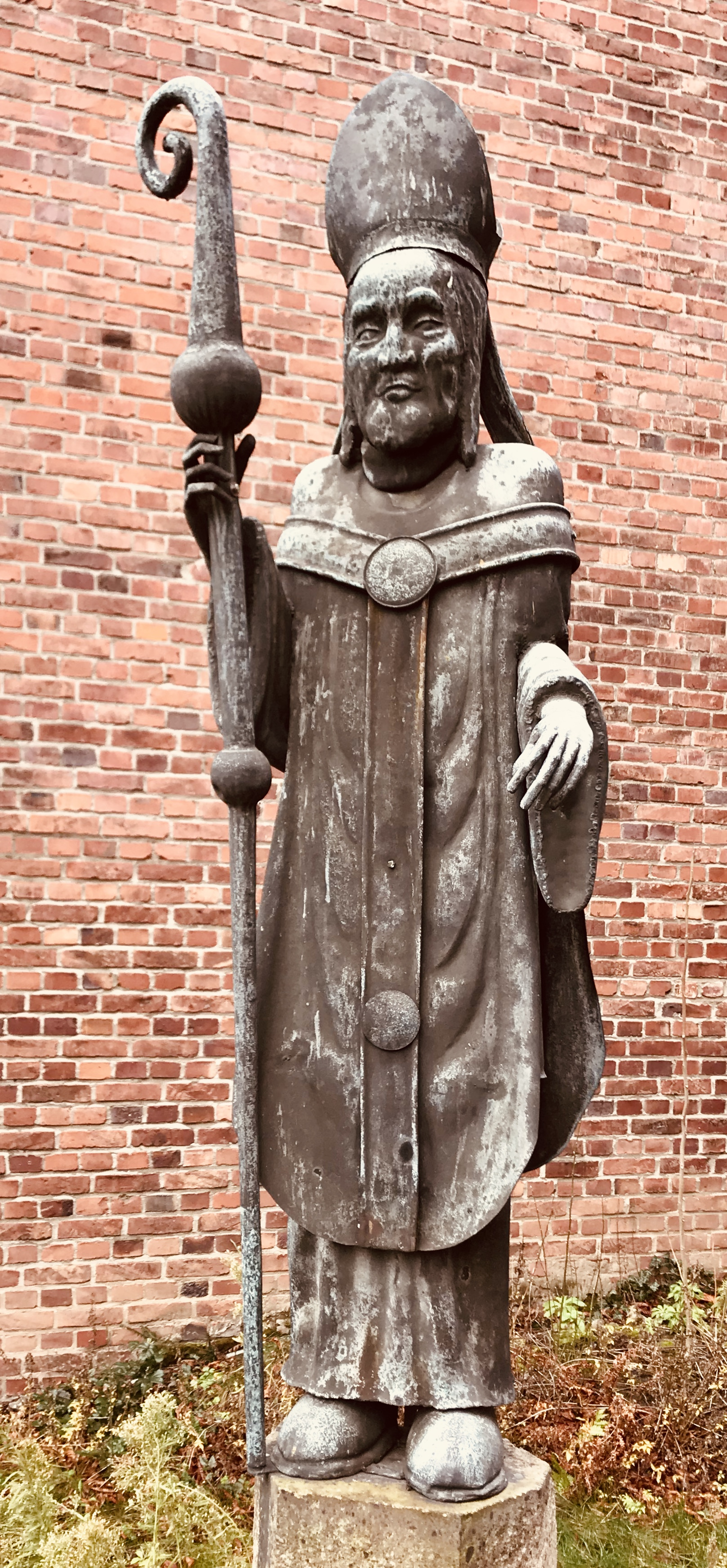
St. Engelbert, Kupferfigur 1932

Um 1900 wurde der heilige Engelbert, Erzbischof Engelbert I. von Köln zum Pfarrpatron bestimmt, dem bis dahin in Köln noch kein Altar geweiht worden war. Zudem gilt Engelbert, der in Köln seit dem frühen 17. Jahrhundert verehrt, aber nie kanonisch heiliggesprochen worden ist, als Gründer des mittelalterlichen Nonnenklosters in Riehl.

### Notkirche
Da die Siedlung Riehl Ende des 19. Jahrhunderts schnell zum Stadtteil wuchs, wurde der Bau einer Notkirche geplant. Der Fabrikant Wilhelm Hilgers stellte dafür an der Ecke Stammheimer Straße und Pionierstraße ein Grundstück zur Verfügung. Das Gebäude entwarf der Architekt Heinrich Krings, der der Kirche eine traditionelle Kapellenform gab. Die Grundmauern waren gemauert; der obere Bereich, die Arkaden zwischen Haupt- und Seitenschiffen und das Dach waren aus Balkenwerk konstruiert. Die Notkirche wurde 1897 geweiht. Schnell allerdings erwies sie sich angesichts der wachsenden Ortsbevölkerung als zu klein. 1929 beurteilte Pfarrer Clemens Wirtz die Raumnot als unerträglich; der gesamte Kirchplatz stand sonntags voll Kirchgänger, die zur Messe keinen Platz in der Kirche fanden. 1932 – nach Vollendung des Neubaus – wurde die Notkirche profaniert; das Gebäude brannte 1944 vollständig aus.

### Baugeschichte

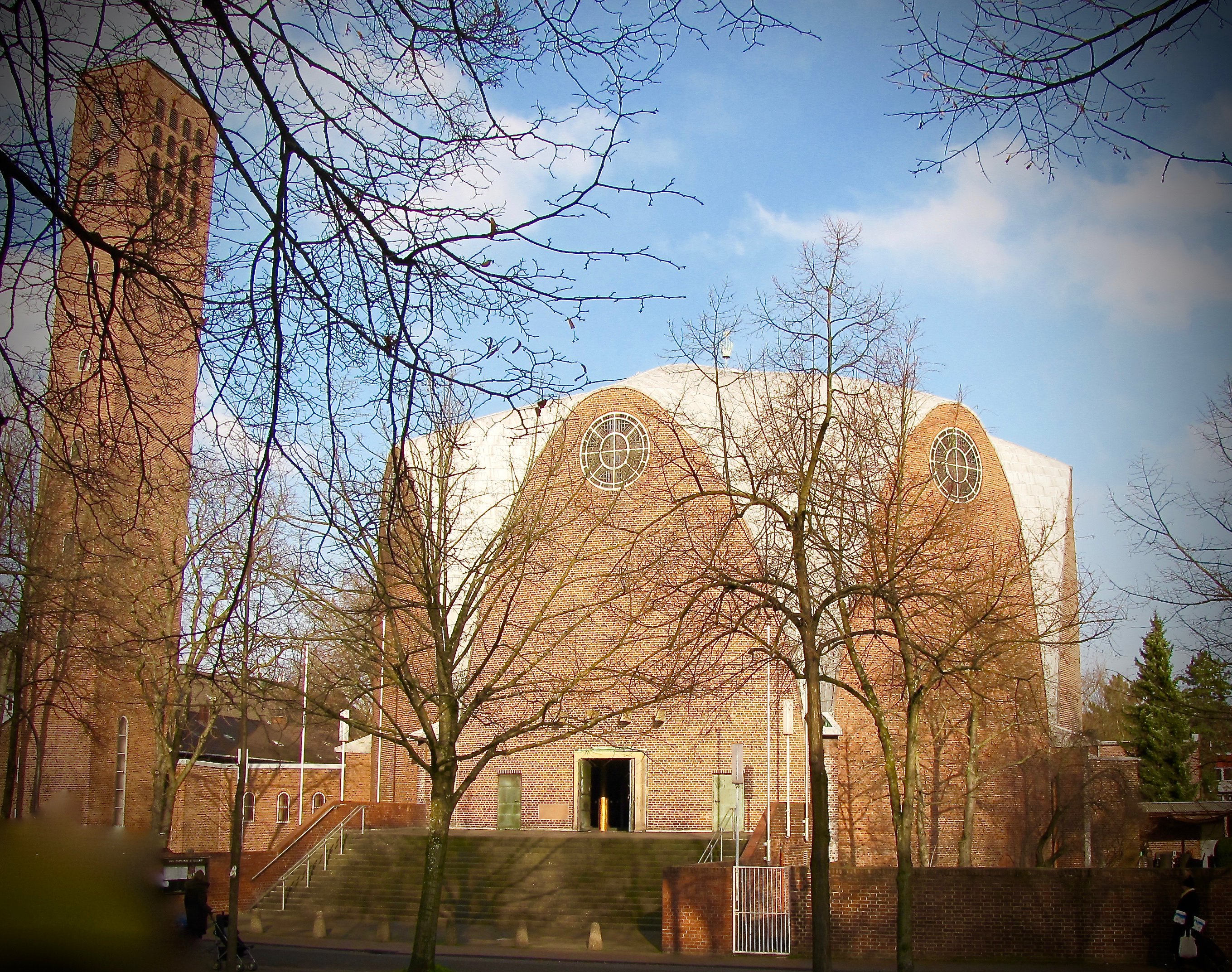
Sternkuppelprojekt mit freistehendem Turm (2015)

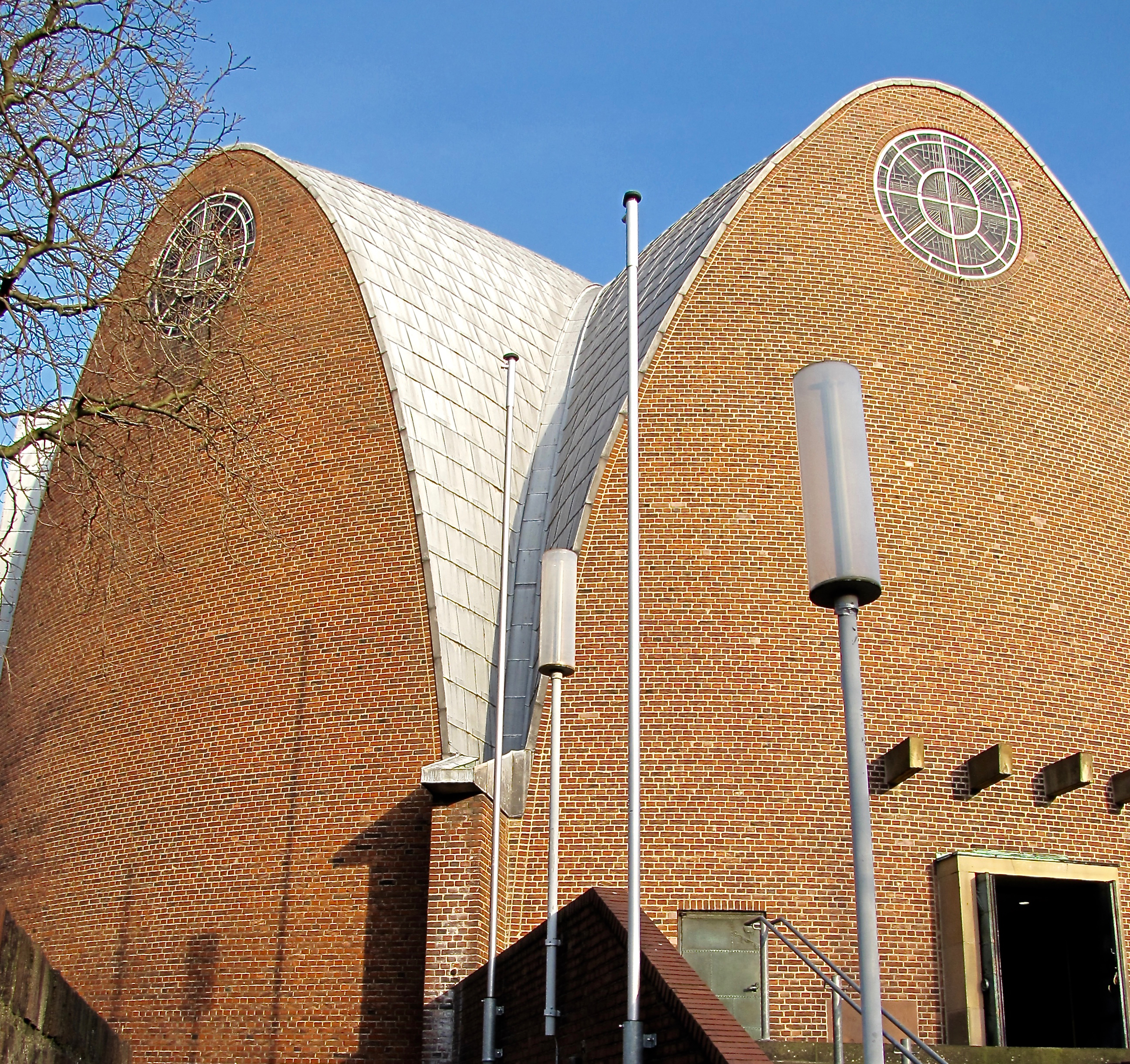
„Schönste[r] Gegensatz“: Silbriges Blei des Daches und Backsteinwand (2015)

Seit 1921 arbeitete Pfarrer Clemens Wirtz auf die neue Kirche hin. Zunächst konzentrierten sich die Bemühungen darauf, eine neuromanische Kirche mit rund 2150 Plätzen am Hintereingang des Botanischen Gartens an der Kreuzung der Straßen Am Botanischen Garten und Johannes-Müller-Straße zu errichten. 1929 allerdings entschied das Erzbistum Köln in Abstimmung mit dem Stadtbauamt, dass die Kirche in der Mitte des Stadtteils am Riehler Gürtel liegen solle.
So konnte erst im Januar 1930 in einem beschränkten Wettbewerb unter fünf Kölner Architekten der Bau ausgeschrieben werden. In einem Zusatzschreiben wünschte der Kirchenvorstand ausdrücklich Entwürfe mit Kuppelbau und bestand im weiteren Verlauf der Projektauswahl ultimativ auf einem Zentralbau. Die Gemeinde legte sich schnell auf den in Köln bereits bekannten Architekten Dominikus Böhm fest und entschied sich dann im April 1930 für einen der von Böhm weiter ausgearbeiteten Zentralbauentwürfe mit dem Titel „Sternkuppelprojekt mit freistehendem Turm.“
Das um Genehmigung gebetene Generalvikariat reagierte zunächst skeptisch und bat um Prüfung, ob es möglich sei, „durch Milderung des Neuartigen dem Bauwerk das Befremdliche zu nehmen“, da der Entwurf etwas Fremdartiges, eher Orientalisches als Abendländisches habe. Nach einer ausführlichen Bauerläuterung von Böhm mit Hinweis auf mittelalterliche Vorbilder wurde der Entwurf genehmigt. Im März 1931 begann die beauftragte Firma Marx auf einem leeren Grundstück am Riehler Gürtel mit dem Bau, der im Wesentlichen aus Bimsbeton gegossen wurde. Am 6. Juni 1932 wurde die Kirche durch Erzbischof Karl Joseph Schulte geweiht.
Der weitere Ausbau der Kirche verzögerte sich – im Wesentlichen aus Geldmangel. Der Holzfußboden wurde 1935 gelegt, die Heizung 1939 installiert. Lange war die Kirche mit Ruberoid-Pappe gedeckt; das von Böhm geplante Metalldach konnte erst 1979 realisiert werden. Seitdem ergibt sich der vom Architekten beabsichtigte „schönste Gegensatz“ zwischen dem silbrigen Blei und der Backsteinverkleidung der Außenwände.
Auch von der ursprünglich geplanten Ausstattung wurden wesentliche Teile nicht realisiert. Auf den vier Konsolen über dem Portal sollten Evangelistenfiguren aufgestellt werden. Im Innenraum war vorgesehen, die Chorrückwand in Freskomalerei mit einer Auferstehung des Herrn zu schmücken. Nach Ansicht von Dominikus Böhm bekomme damit die eigenartige Form des von ihm selbst aus rotem Lahnmarmor gestalteten Altar erst ihren Sinn: „Die Grabplatte ist weggenommen, das heilige Grab geöffnet.“

### Kriegszeit und Wiederaufbau

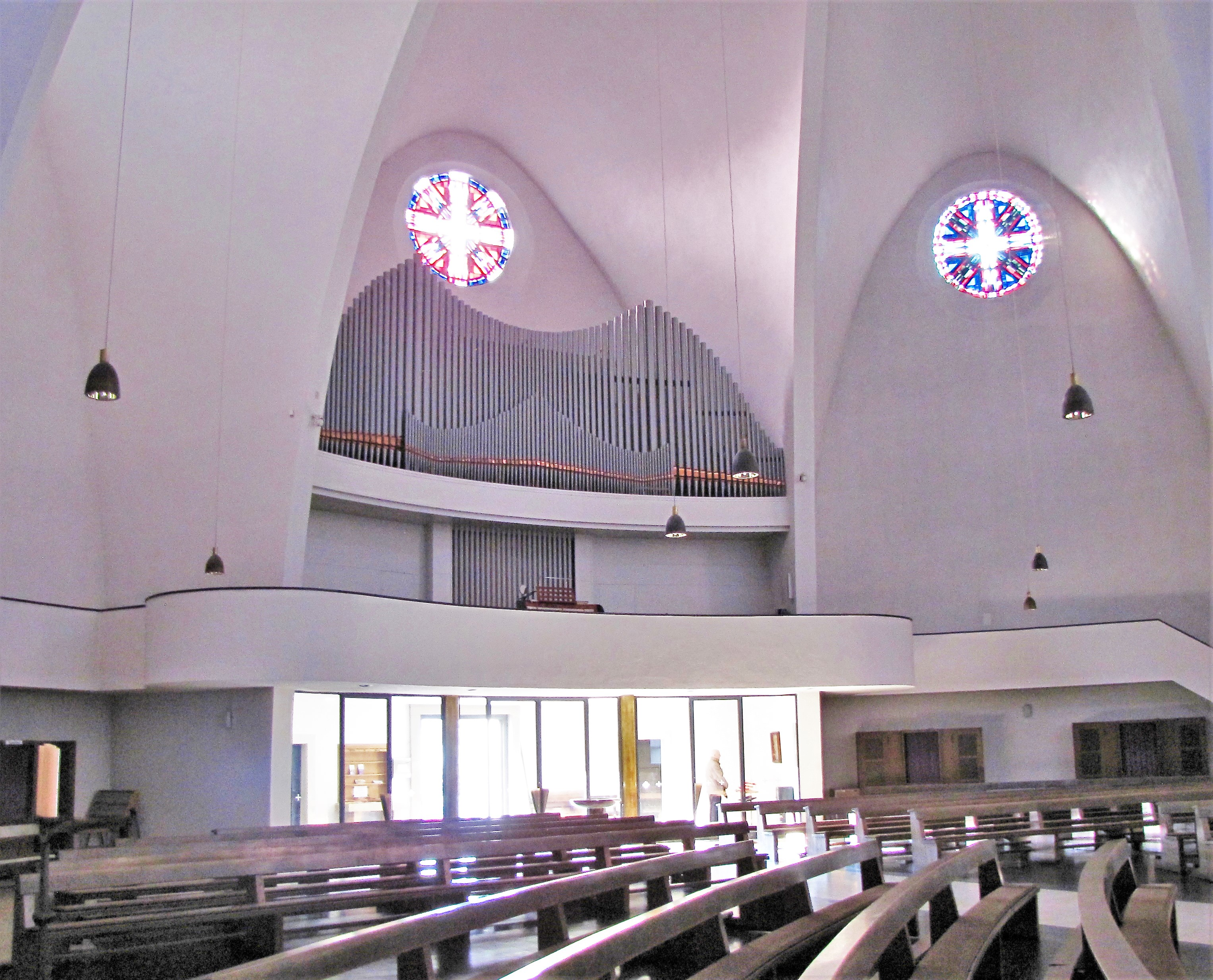
Starkfarbige Gläser hinter dem Orgelprospekt (2015)

Im Zweiten Weltkrieg wurden auch in den Gemeinderäumen im Kirchensockel Luftschutzräume eingerichtet, in denen bis zu 400 Personen Zuflucht suchten. Ab Mai 1941 fielen die ersten Brand- und Sprengbomben auf den Stadtteil; am 21. April 1944 wurden die Fundamente der Chorrückwand getroffen und aufgerissen. Beim Häuserkampf am 6. März 1945 erhielt die Kirche drei Treffer. Die Schäden konnten schnell instand gesetzt werden, so dass St. Engelbert in den ersten Nachkriegsjahren zu den größten nutzbaren Kirchen Kölns gehörte. Daher wurde Riehl der Ort, in dem der Kölner Erzbischof Joseph Kardinal Frings bei der Silvesterpredigt 1946 den Kölnern im Voraus die Absolution für lebensnotwendiges Klüttenklauen erteilte, was daraufhin im deutschen Sprachraum als fringsen populär wurde. Später ist gemutmaßt worden, dass diese wichtige und volkstümliche Begebenheit auch dem modernen Baustil von St. Engelbert größere allgemeine Akzeptanz verschafft habe.
In den 1950er Jahren erhielt die Kirche bedeutende Ausstattungen, die nach den Vorstellungen von Dominikus Böhm gestaltet wurden. 1954 wurde in St. Engelbert eine große Orgel installiert, für die wesentliche Elemente der ursprünglich 1908 von E. F. Walcker für die Hamburger Konzerthalle errichteten Orgel verwendet wurden. Dazu konnte Böhm selbst zusammen mit dem Orgelbauer die Form des Orgelprospektes entwerfen. Die 1955 in Kreuzornamentik von Anton Wendling geschaffenen sieben großen Rundfenster im Hauptraum folgen der von Böhm geforderten starkfarbigen Verglasung und tragen so wesentlich zur vom Architekten gewünschten Lichtführung bei.

### Spätere Umgestaltung
Die Ergebnisse des Zweiten Vatikanischen Konzils führten zu einer Messe versus populum, die also der Pfarrer in Blickrichtung zur Gemeinde zelebriert. Dadurch konnte Gottfried Böhm, der Sohn des Architekten, den Innenraum von St. Engelbert umgestalten. Der Altar wurde 1967 zum Zentralraum hin vorgerückt, blieb aber erhöht im Chorraum; die Devotionsaltäre in den Konchen wurden entfernt; an ihre Stelle traten links das neue Sakramentshaus und rechts der neue Taufbrunnen (s. u.). Heute verwendet die Gemeinde einen zweiten, hölzernen Altar, der vor den Stufen des Chorraumes im Zentralraum aufgestellt wurde. Diese Platzierung scheint einer frühen Idealvorstellung von Dominikus Böhm nahezukommen: „Ein Gott, eine (einige) Gemeinde, ein Raum!“ Allerdings unterläuft der vorgezogene Altar die Ursprungsidee des Architekten bei der Raumfindung für St. Engelbert, durch den angefügten und mit großer Lichtgeste hervorgehobenen Altarraum die exzentrische Ausrichtung auf Christus zum Ausdruck zu bringen.

## Architektur

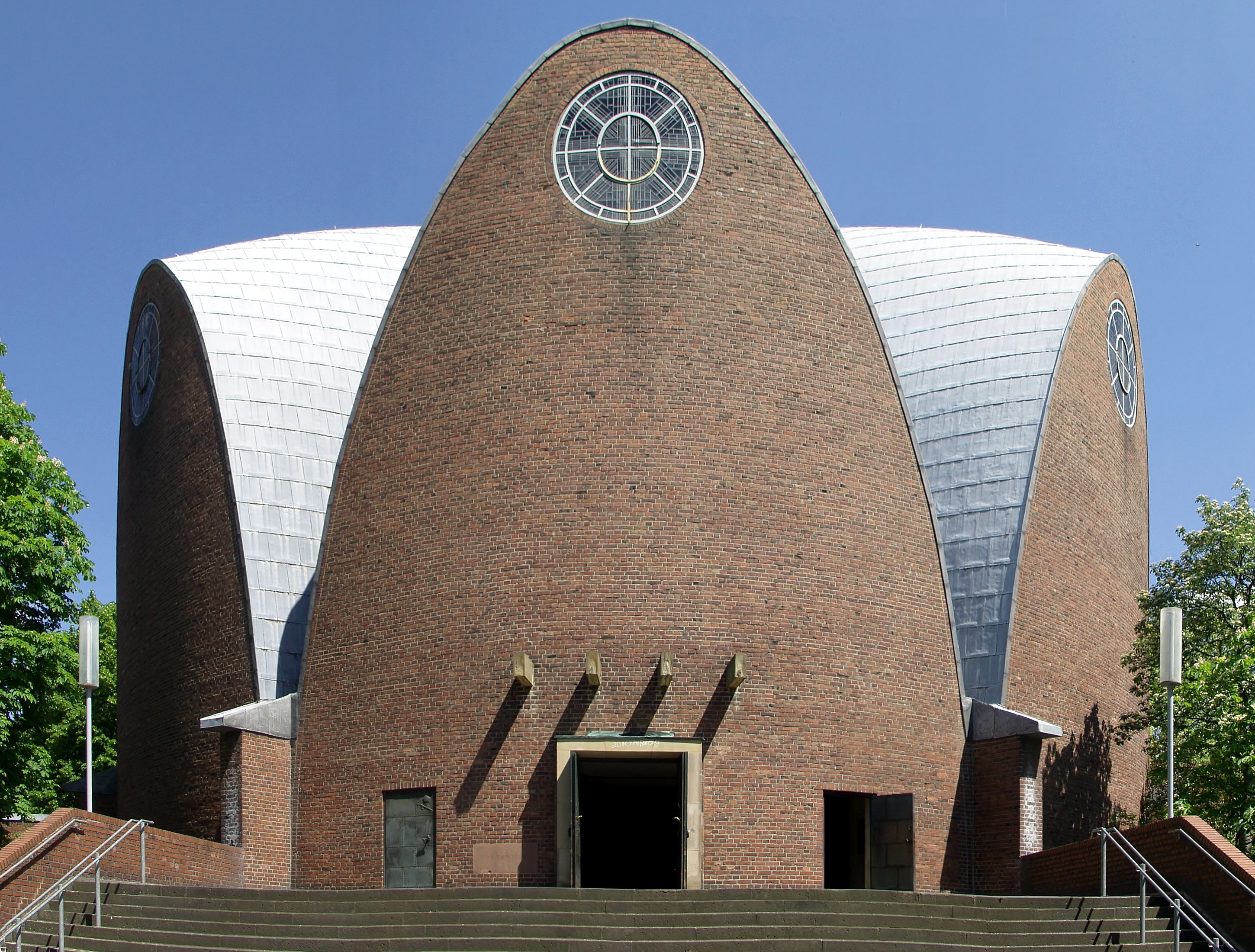
„Das Befremdliche“: Die Neuartigkeit im Zentralbau St. Engelbert (2008)

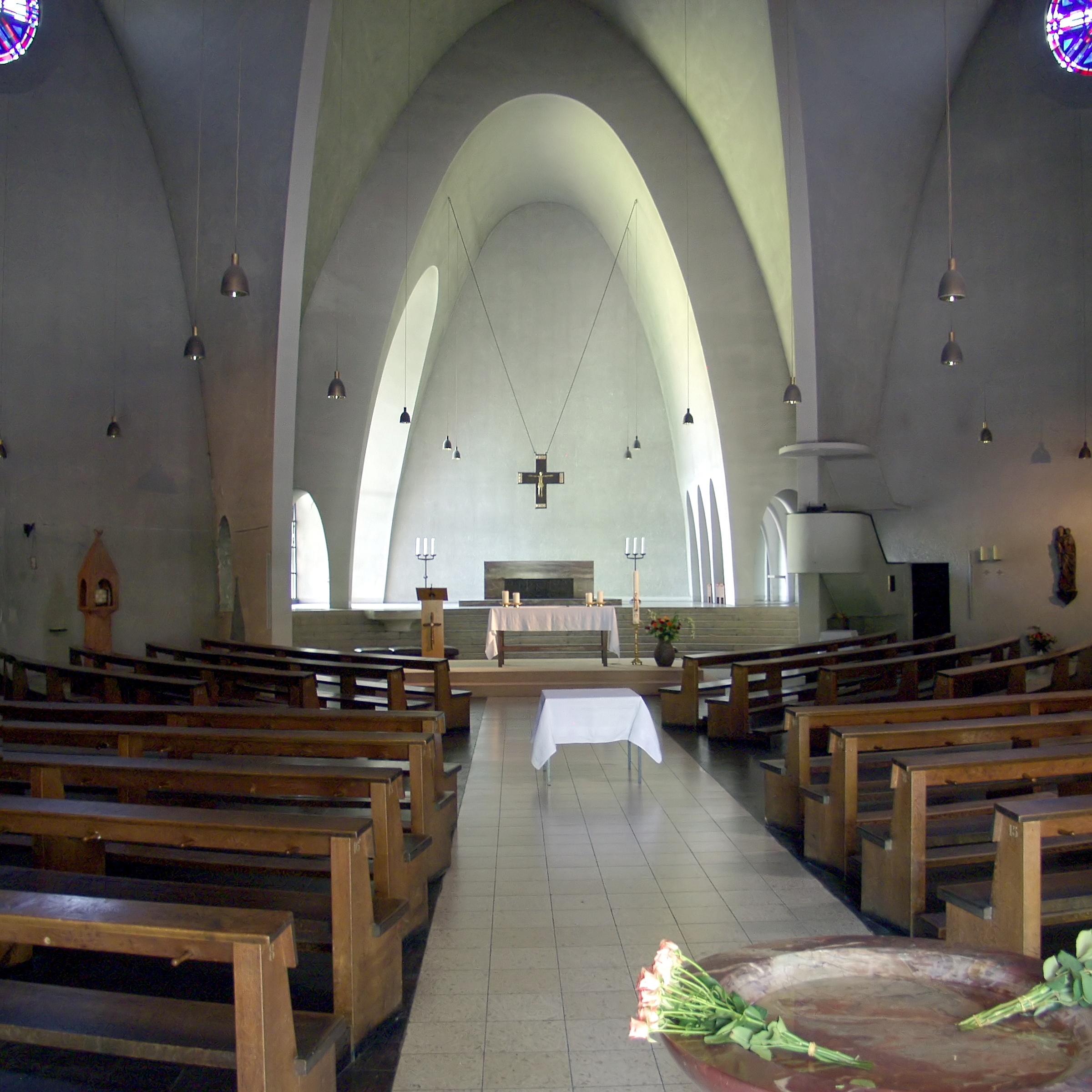
Lichtführung im Chor (2008)

St. Engelbert ist ein kreisförmiger Zentralbau, der auf einem hohen Sockel gebaut ist. Der Turm steht getrennt vom Hauptbau (Campanile).
Die Grundform der Kirche ist ein Kreis mit acht Segmenten. Sie wird von parabelförmigen, hohen, wie Schilde gebogenen Außenwänden gebildet. Nach Nordosten ist ein Segment als rechteckiger Chor herausgezogen, auch hier bildet eine parabelförmige Wand den Abschluss. Aufgrund der Form der Außenwände ist eine Unterscheidung von Wand und Raumdecke nicht möglich. Ausgehend von den schildförmigen Außenwänden zieht sich das metallische Dach weit nach unten in die einzelnen Streben, die sich in den Innenraum hinein als Rippen fortsetzen und dort einzelne abgegrenzte Bereiche bilden. Der Choranbau erhält durch ein ebenfalls parabelförmiges wandhohes Seitenfenster Licht, während der Zentralbau bewusst im Dunkel liegt und nur durch die an den Parabelspitzen angebrachten, kreisrunden Fenster (Okuli) Tageslicht erhält.
Der Kirchenraum von St. Engelbert ist der Mittelpunkt eines modernen Pfarrzentrums. Westlich befindet sich ein angebauter, tiefer liegender Kapellenraum, der auch von außen zugänglich ist und zur Taufkapelle bestimmt war. Mit ihm verbunden ist der schlanke Campanile mit rechteckigem Grundriss (Glocken: s. u.). Östlich befindet sich ein Anbau mit Sakristei – mit Zugang zum Chorraum -–, Pfarrsaal und einem Jugendraum im Souterrain. Das 2-stöckige Pfarrhaus liegt, etwas abgesetzt, ebenfalls östlich.

### Beton
Die originelle Raumerfindung des Kirchengebäudes war nur möglich, weil der Architekt auf das moderne Material des Eisenbetons zurückgriff. Sowohl die Form des paraboloiden, in einem zentralen Punkt zulaufenden Gewölbe wie auch die schlanke Form des 40 Meter hohen Campanile verlangten nach einer Betonkonstruktion, die durch Eisenbetoneinlagen gesichert wurde. Böhm nutzte hier die neuartigen Möglichkeiten des Werkstoffes, obwohl bis in die 1920er Jahre hinein Beton und Eisen der sakralen Architektur als nicht würdig galten. St. Engelbert ist eine Kirche, die fast vollständig aus Bimsbeton gegossen wurde. Die tragende Konstruktion ist im Innenraum als Rippen sichtbar. Die Umfassungsmauern sind nicht tragend. Aber auch Böhm musste berücksichtigen, dass dem Baustoff Beton immer noch Vorbehalte entgegengebracht wurden. Außen verkleidete der Architekt die Wände mit Klinkern und das Dach mit einer silbrigen Bleideckung, was farblich einen „schönsten Gegensatz“ hervorrufe. Wegen des Widerstands des Generalvikariats musste Böhm darauf verzichten, auch den Boden aus Beton zu gießen. Insgesamt aber wurde St. Engelbert eine „heute noch unerreichte Rundkirche, die auch in betontechnischer Hinsicht Deutschlands führende Stellung im Kirchenbau bewies.“

### Einraum und Zentralbau
Zu Beginn des 20. Jahrhunderts entwickelte die Architektur die Idee des Einraum. Darunter wird ein Raum verstanden, der nicht durch Säulen, Pfeiler oder Anbauten – wie beispielsweise Seitenschiffe – unterteilt ist und dessen innere Form an der äußeren Gestalt ablesbar ist. Der Einraum wurde auch früh in der katholischen Kirchenarchitektur diskutiert, weil er dem monotheistischen Prinzip entspricht, das Dominikus Böhm in die Formulierung kleidete: „Ein Raum, eine (einige) Gemeinde, ein Gott!“ Ein Einraum muss nicht zwangsläufig ein Zentralbau sein. Auch die hallenartige Fronleichnamskirche, die Rudolf Schwarz 1928 in Aachen gebaut hatte, entspricht diesem Prinzip. St. Engelbert aber gilt als „ein - gewiss kühner und gewagter - Schritt weiter auf dem Weg zu einer entschlossenen Ausbildung des Einraumbaues.“
St. Engelbert ist als Zentralbau geplant worden. Einen solchen zu errichten, gehörte offenbar zu den verbindlichen Wünschen des Kirchenvorstandes, obwohl selbst Dominikus Böhm wegen Größe und Form des Grundstückes zunächst den üblicheren Langbau bevorzugt hatte. Für einen Zentralbau gab es zwar auch in der katholischen Kirche historische Beispiele, wie unter anderen bei St. Gereon in Köln. Tatsächlich lief diesen zentralisierenden Bauten aber das Grundverständnis damaliger katholischer Liturgie entgegen, bei der der Priester die Messe mit dem Rücken zur Gemeinde zelebrierte. Daher musste der Altar an der Rückwand eines Chores stehen und eben nicht an dem Punkt, an dem die architektonische Spannung eines Zentralbaues kumuliert: in der Mitte des Raumes. Dominikus Böhm versuchte, dieses Problem zu überwinden, indem er den Chor aus dem Zentralraum hinauswachsen ließ und mit dramaturgisch gekonnter Lichtführung betonte. Im Mai 1930 erläuterte er, dass „die Opferstätte, also der Chor, wie ein großer Tabernakel sich an den Hauptraum anschließt und so dem Hauptraum erst den eigentlichen Höhepunkt, das Ziel, gibt. Raum ist Sehnsucht, deren Erfüllung die Opferstätte.“ Der der evangelischen Theologie zugewandte Kirchenarchitekt Otto Bartning, der 1929 die Auferstehungskirche in Essen als Rundkirche errichtete, hat dagegen Baulösungen als unbrauchbar zurückgewiesen, bei denen die architektonische Spannung und die liturgische Orientierung auseinanderfielen. Dann geschehe Kirchenbau umsonst.

### Parabel

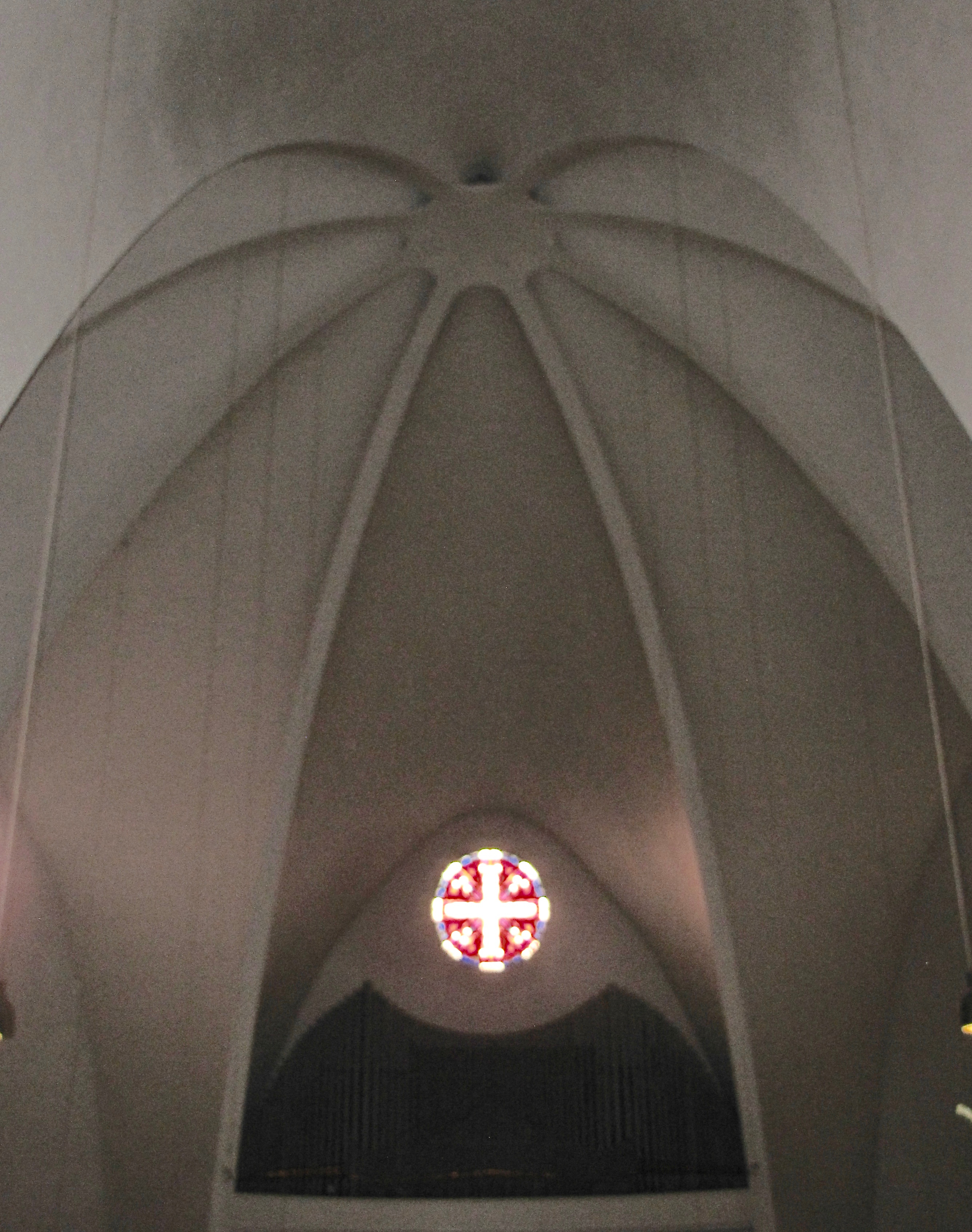
Sternkuppel von St. Engelbert (2015)

Der Zentralbau von St. Engelbert zeigt in vielen Varianten die Parabel als architektonisches Grundmotiv. Die sieben Schildwände, die den Zentralbau begrenzen, sind als Parabeln geformt. Im Innenraum zeigt der Chor eine Parabelform. Zudem sind die vier tragenden Betonrippen des Zentralraums parabolisch gekrümmt. Auch das Fenster, das den Chor von der Seite belichtet und die Konchen im Chorraum folgen der Parabelform. Dieses Leitmotiv erläuterte Dominikus Böhm in einem Begleitschreiben zu den Wettbewerbsunterlagen. Die Parabel symbolisiere „die Überwindung der Schwere“, sie versinnbildliche „das Loslösen von der Erde“. Daher zeige „der Raum als Ganzes die Auferstehung“.
Die Parabel als Konstruktionsprinzip war zu Beginn des 20. Jahrhunderts erst durch die technischen Möglichkeiten des Eisenbetons möglich geworden und zunächst an Nutzbauten erprobt worden. Für Böhm war sie zudem eine modernere Variante des gotischen Spitzbogens, was er bei der Gestaltung der Christkönigskirche in Bischofsheim 1926 gezeigt hatte. In jedem Falle aber wurde der Parabelform eine besondere mystische Wirkung zugeschrieben. „Die parabolische Wirkung hat etwas Mystisch-Gleitendes, Geheimnisvolles. Das Irrationale steigert das Sakrale ins Kultische.“

### Lichtführung
Dominikus Böhm gilt als Architekt, der die Mystifizierung durch Licht meisterlich beherrschte. Er verstand Licht „als köstlichen Baustoff zur sakralen Weihe des Raumes“ und als „Baumaterial, das uns direkt von unserem Herrgott geschenkt wird.“ Tatsächlich hatte Böhm auch in St. Engelbert große Sorgfalt darauf verwendet, die Raumwirkung der Kirche durch verschiedenartige Beleuchtungsmöglichkeiten zu bereichern. Die gesamte Raumidee des Zentralbaus wurde nur durch angemessene Lichtführung spürbar: Im runden Hauptraum sah Böhm gedämpftes Licht vor, weil der Raum die Sehnsucht der Gemeinde auf die Erlösung symbolisieren sollte. Dagegen wurde der Chor durch starkes Seitenlicht erhellt. Er erhielt dadurch etwas Strahlendes im Innenraum, das ihn als Erlösungsort sinnbildlich werden ließ. Daher war es für Böhm auch wesentlich, dass die Rundfenster im Hauptraum dunkel verglast wurden. Die Höhe des Raumes sollte sich absichtlich im Dunkel verlieren. Ergänzend sah Böhm eine Festbeleuchtung im Hauptraum vor, bei der die elektrische Beleuchtung das Innere der Gewölbekappen anstrahlt, während die Betonrippen dunkel hervortreten. „Das Gewölbe erscheint in diesem Falle als großer, hellstrahlender Stern.“

### Rezeption
Der Beinahe-Zentralbau wurde als radikales Bekenntnis zu einer Religiosität verstanden, die sich in Form und Programm dem Neuen öffnet.
Der Volksmund hat für die eigenwillige architektonische Gestaltung der Kirche die Bezeichnung „Zitronenpresse“ gefunden.

## Ausstattung

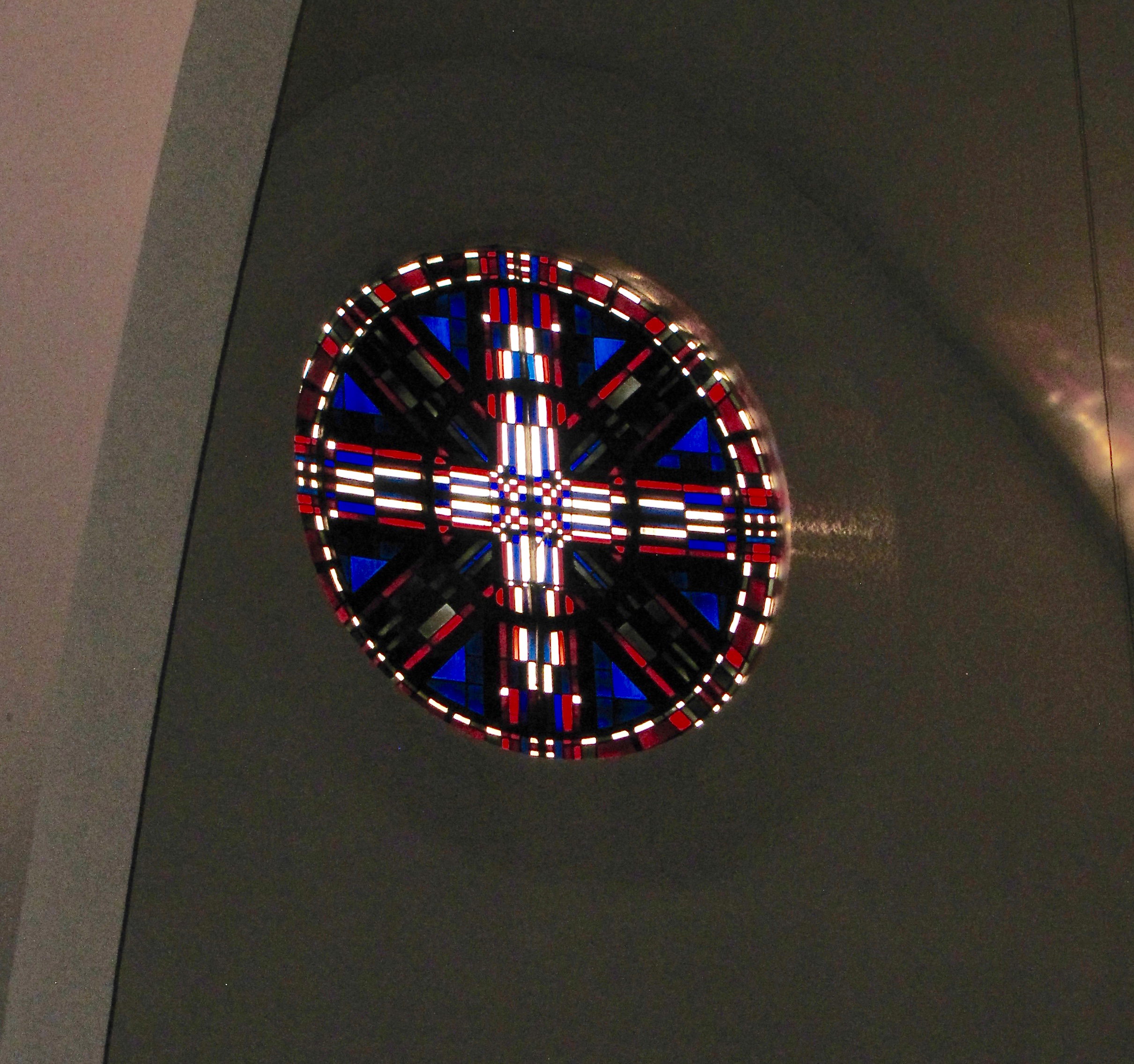
Dunkles Rundfenster: Lichtführung nach den Absichten von Dominikus Böhm (2015)

Dem Architekten war die enge Verbindung zwischen Architektur und künstlerischer Ausstattung wichtig, doch konnte Böhm dieses Konzept in Riehl aus finanziellen Gründen nur an wenigen Stellen verwirklichen. Dominikus Böhm errichtete den ursprünglichen Altar, der an der Ostseite des Choranbaus aufgestellt wurde. Obwohl der Architekt selbst auch einen Entwurf für die runden Fenster in den Seitenwänden vorlegte, konnten diese erst von 1953 bis 1955 von Anton Wendling gestaltet werden.
Die drei Eingangsportale in Kupfer gestaltete Leonhard Karl 1960, stilistisch in der Nachfolge der Mataré-Türen am Südportal des Kölner Domes. Das Hauptportal an St. Engelbert zeigt eine segnende Hand Gottes, Kreuz mit Dornenkrone und Adam und Eva am Baum der Erkenntnis. An den Seitenportalen modellierte Karl ein Porträt des Bischofs Engelbert sowie Stab und Mitra als Zeichen seiner erzbischöflichen Aufgaben.
Die mobilen Einrichtungsgegenstände wurden zwischen 1967 und 1974 von Hildegard Domizlaff entworfen: dazu gehören das Lektorenpult (Ambo), der als Adlerpult gestaltet wurde, die vier Altarleuchter, das Ewige Licht sowie das Sakramentshaus und der Taufbrunnen aus Veroneser Marmor. An der Chorrückwand befindet sich heute anstelle der von Böhm geplanten Freskomalerei eine Kopie des Gerokreuzes aus dem Kölner Dom.

## Orgel

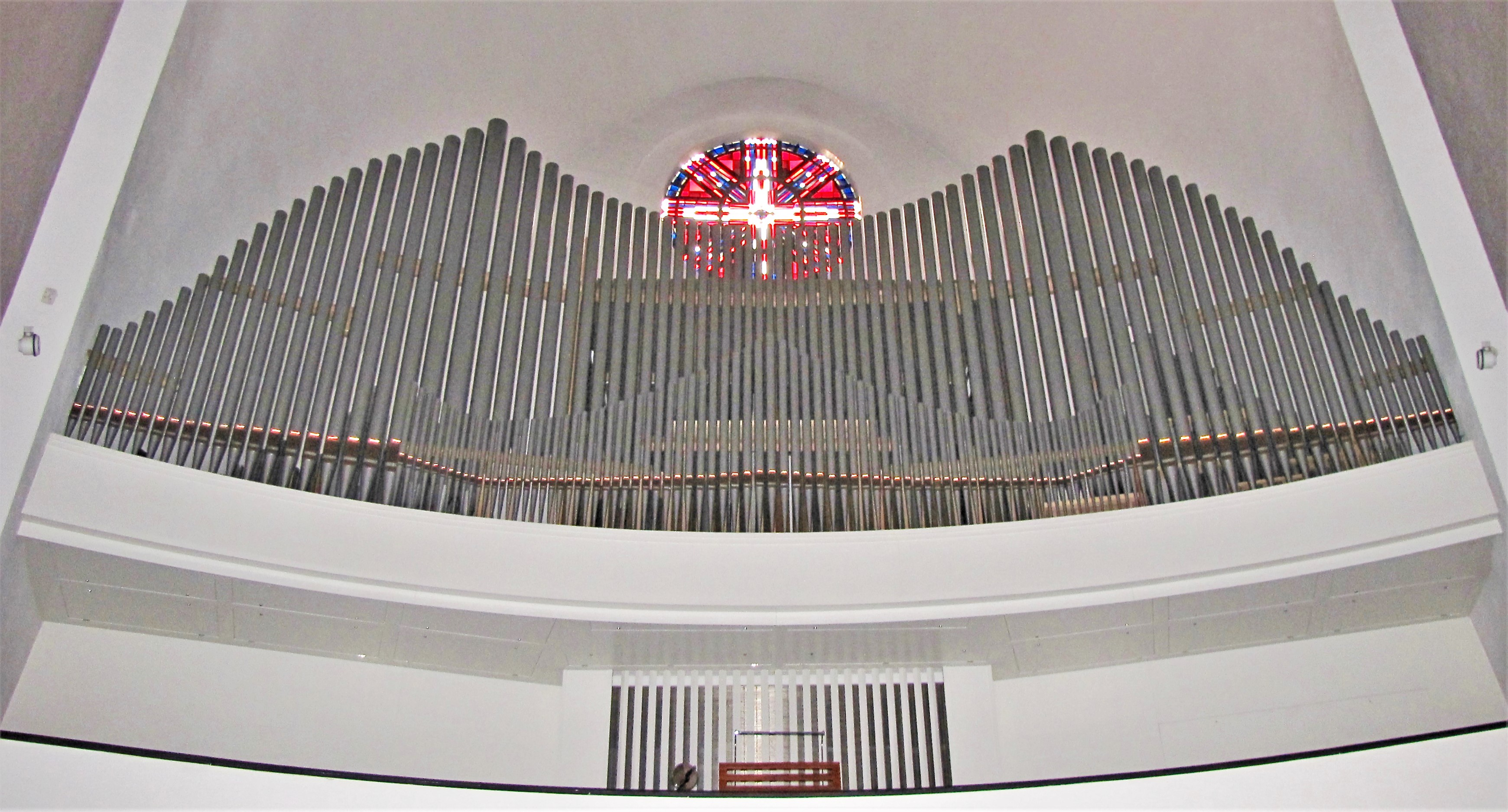
Walcker-Orgel: Aus der Laeisz-Halle nach Riehl (2015)

Die Orgel in St. Engelbert besitzt drei Manuale und 41 Register. Sie gehört damit zu den größten Orgeln Kölns. Ursprünglich war sie 1908 von dem Orgelbauer E.F. Walcker & Cie  (Ludwigsburg) für die Laeisz-Halle, das Konzerthaus Hamburgs, erbaut worden. Nach dem Zweiten Weltkrieg diente das Instrument, dessen Prospekt in Hamburg blieb, einige Jahre im Thalia-Theater (Wuppertal).
1954 wurde die Orgel nach Köln verkauft und in St. Engelbert von dem Orgelbauer Seifert (Kevelaer) hinter einem neuen Orgelprospekt stark verändert aufgebaut. Im Jahre 2008 wurde die Orgel von dem Orgelbauer Johannes Klais (Bonn) umfassend überarbeitet und in weiten Teilen in den historischen Zustand von 1908 zurückversetzt. Seitdem hat sie wieder einen Klangcharakter als deutsch-romantische Orgel.
Das Instrument hat 41 Register auf drei Manualen und Pedal. Die Spiel- und Registertrakturen sind elektrisch.
Eine Besonderheit ist das Schwellwerk: Es ist dreigeteilt, in die Sektionen A, B und C. Die einzelnen Sektionen lassen sich in beliebiger Kombination auf zwei Manualen spielen.
| I Hauptwerk C–a3 |                |        |
| 01.              | Bordun         | 16′    |
| 02.              | Principal      | 08′    |
| 03.              | Flöte          | 08′    |
| 04.              | Gemshorn       | 08′    |
| 05.              | Viola di Gamba | 08′    |
| 06.              | Octav          | 04′    |
| 07.              | Rohrflöte      | 04′    |
| 08.              | Quinte         | 02 ⁄3′ |
| 09.              | Octav          | 02′    |
| 10.              | Mixtur IV      | 02′    |
| 11.              | Kornett V      | 08′    |
| 12.              | Trompete       | 08′    |
| 13.              | Klarinette     | 08′    |
|                  | Tremulant      |        |

| II/III Schwellwerk C–a3 |                 |        |
|                         | Sektion A       |        |
| 14.                     | Salizional      | 16′    |
| 15.                     | Synthematophon  | 08′    |
| 16.                     | Echo Gamba      | 08′    |
| 17.                     | Voix céleste    | 08′    |
|                         | Tremulant       |        |
|                         | Sektion B       |        |
| 18.                     | Hohlflöte       | 08′    |
| 19.                     | Fernhorn        | 08′    |
| 20.                     | Principal       | 04′    |
| 21.                     | Mixtur IV       | 01 ⁄3′ |
| 22.                     | Fagott          | 16′    |
| 23.                     | Horn            | 08′    |
| 24.                     | Oboe            | 08′    |
|                         | Tremulant       |        |
|                         | Sektion C       |        |
| 25.                     | Gedeckt         | 08′    |
| 26.                     | Quintatön       | 08′    |
| 27.                     | Flaut dolce     | 04′    |
| 28.                     | Salizet         | 04′    |
| 29.                     | Pikkolo         | 02′    |
| 20.                     | Sesquialtera II | 02 ⁄3′ |
|                         | Tremulant       |        |

| Pedal C–f1 |              |         |
| 31.        | Kontrabass   | 16′     |
| 32.        | Subbass      | 16′     |
| 33.        | Salizetbass  | 16′     |
| 34.        | Quintbass    | 10 2⁄3′ |
| 35.        | Octavbass    | 08′     |
| 36.        | Flötenbass   | 08′     |
| 37.        | Violoncello  | 08′     |
| 38.        | Choralbass   | 04′     |
| 39.        | Bombardon    | 32′     |
| 40.        | Posaunenbass | 16′     |
| 41.        | Trompete     | 08′     |

- Koppeln:
  - Normalkoppeln: II/I, III/I, I/P
  - Schwellwerkskoppeln: A/II, B/II, C/II, A/III, B/III, C/III, A/P, B/P, C/P
  - Suboktavkoppeln: II/I, III/I, II/II, II/P
  - Superoktavkoppeln: II/I, III/I, II/II, III/P

## Glocken
Im Campanile hängt ein sechsstimmiges Geläut, das von der Glockengießerei Petit & Gebr. Edelbrock (Gescher) im Jahre 1960 gegossen wurde. Alle Glocken hängen im mehrstöckigen Stahlglockenstuhl an geraden Stahljochen, die aus statischen Gründen mit Gegenpendeln ausgestattet sind. Das Geläut zählt zu den größten der Stadt Köln. Aus der Gegenüberstellung der Klanganalysen ist ersichtlich, dass sowohl die Abstimmung der Glocken untereinander als auch der Aufbau der einzelnen Klänge harmonisch bestens geordnet sind. Das festlich klingende und harmonische Geläut entspricht dem Beuroner Geläutemotiv (Griesbacher-Idealsextett) und ist in „zahlreiche schöne Glocken-Kombinationen“ teilbar.
| Nr. | Name       | Durchmesser (mm) | Gewicht (kg) | Nominal (16tel) | Inschrift                          |
| 1   | Johannes   | 1731             | 3334         | b0 +8           | Bereitet den Weg des Herrn!        |
| 2   | Dreikönige | 1428             | 1940         | des1 +9         | Kommet lasset uns anbeten!         |
| 3   | Maria      | 1262             | 1308         | es1 +9          | Hochpreiset meine Seele den Herrn! |
| 4   | Engelbert  | 1050             | 741          | ges1 +8         | Ich habe die Gerechtigkeit geliebt |
| 5   | Clemens    | 939              | 521          | as1 +8          | Schütz Hirt und Herde!             |
| 6   | Michael    | 798              | 321          | b1 +9           | Verteidige uns im Kampf!           |

Das Vorgängergeläut von 1931 fiel, bis auf die kleine Glocke, dem Zweiten Weltkrieg zum Opfer. Ihr Verbleib ist nicht bekannt.